# Agamodon arabicus
Espèce
Statut de conservation UICN

 DD  : Données insuffisantes
Agamodon arabicus est une espèce d'amphisbènes de la famille des Trogonophiidae.

## Répartition
Cette espèce est endémique du Yémen.

## Description
L'holotype de Agamodon arabicus mesure 144 mm. Cette espèce a le corps rose saumon.

## Taxinomie
L'article décrivant cette espèce a été publié après la mort de John Anderson (1833-1900).

## Publication originale
- Anderson, 1901 : A list of the reptiles and batrachians obtained by Mr. A. Blayney Percival in southern Arabia. Proceedings of the Zoological Society of London, vol. 1901, p. 137-152 (texte intégral).

## Étymologie
Son nom d'espèce lui a été donné en référence au lieu de sa découverte.